# Комиссаров, Вячеслав Сергеевич
Вячесла́в Серге́евич Комисса́ров (25 ноября 1937, Песчанка, Саратовская область — 14 ноября 2019, Волгоград) — советский и российский деятель правоохранительных органов, генерал-майор милиции. Министр внутренних дел Северо-Осетинской АССР (1980—1985). Первый заместитель министра внутренних дел РСФСР (1991—1992), Первый заместитель министра внутренних дел РФ (1992).

## Биография
Родился 25 ноября 1937 года в селе Песчанка, Самойловского района Саратовской области.
С 1959 года после прохождения срочной службы в Советской армии направлен на службу в органы внутренних дел, был милиционером и командиром отделения. После окончания Саратовского юридического института им. Д. И. Курского командовал оперативным взводом в Оперативном дивизионе, с 1962 года — оперуполномоченный и старший оперуполномоченный отдела УР УООП Волгоградского облисполкома.
С 1968 года — начальник дежурной части, с 1970 года — заместитель начальника и с 1971 по 1980 годы — начальник управления уголовного розыска (УУР), с 1980 года — заместитель начальника УМВД Волгоградского облисполкома.
С 1980 по 1985 годы — министр внутренних дел Северо-Осетинской АССР. С 1985 года — заместитель начальника ГУУР МВД СССР. С 1987 года — начальник факультета повышения квалификации Академии МВД СССР.
С 28 сентября 1991 по 16 мая 1992 года был первым заместителем министра внутренних дел РСФСР и одновременно начальником Службы криминальной милиции МВД РСФСР. С 16 мая 1992 года по 5 июня 1992 года — первый заместитель министра внутренних дел Российской Федерации — начальник Службы криминальной милиции РФ.
С 1992 года в отставке. С 2006 года возглавлял общественную организацию ветеранов ОВД и ВВ МВД Волгоградской области. Умер 14 ноября 2019 года в Волгограде.

## Память
- С 2010 года в ГУ МВД России по Волгоградской области учрежден Кубок имени генерал-майора милиции в отставке Комиссарова В. С.